# 스티븐 스틸스
스티븐 스틸스(영어: Stephen Stills, 1945년 1월 3일 ~ )는 미국의 가수이자 작곡가이며 버펄로 스프링필드와 크로스비, 스틸스, 내시 & 영과 함께 한 것으로 가장 잘 알려진 멀티 악기 연주자이다. 솔로 활동과 두 개의 성공적인 밴드의 멤버로서 스틸스는 3,500만 장이 넘는 음반 판매량을 합쳤다. 그는 《롤링 스톤》의 2003년 "역대 최고의 기타리스트 100인" 순위에서 28위, 2011년 순위에서 47위에 올랐다. 스틸스는 같은 날 밤 두 차례 로큰롤 명예의 전당에 헌액된 최초의 인물이 되었다. 닐 영에 따르면, "스티븐은 천재다."
버펄로 스프링필드에서 프로 생활을 시작한 그는 1960년대 가장 인지도가 높은 곡 중 하나가 된 〈For What It's Worth〉를 작곡했다. 그가 밴드에 기여한 다른 주목할 만한 곡으로는 〈Sit Down, I Think I Love You〉, 〈Bluebird〉, 〈Rock & Roll Woman〉 등이 있다. 밴드 동료 리치 퍼레이에 따르면, 그는 "버팔로 스프링필드의 심장과 영혼"이었다.
버펄로 스프링필드가 해체된 후 스틸스는 데이비드 크로스비, 그레이엄 내시와 함께 크로스비, 스틸스 & 내시(CSN)라는 3인조로 활동하기 시작했다. 스틸스는 밴드의 많은 곡을 작곡한 것 외에도 데뷔 음반에서 베이스, 기타, 키보드를 연주했다. 이 음반은 4백만 장 이상 팔렸고 그 당시 세 멤버의 이전 밴드인 버즈, 버펄로 스프링피드, 홀리스의 어떤 것도 팔지 못했다. 이 음반은 3인조에게 그래미 어워드를 수여했다.
스틸스의 첫 솔로 음반인 《Stephen Stills》는 골드 레코드를 획득했으며 지미 헨드릭스와 에릭 클랩튼이 모두 수록된 유일한 음반이다. 히트 싱글 〈Love the One You're With〉는 빌보드 핫 100에서 14위를 정점으로 그의 가장 큰 솔로 히트곡이 되었다. 스틸스는 1972년 크리스 힐만과 함께 머내서스라는 밴드를 창단할 뿐만 아니라 솔로 음반으로 이를 따랐다. 1974년 여름, 영은 2014년 《CSNY 1974》로 녹음되어 발매된 콘서트 투어를 위해 4년간의 공백 끝에 CSN과 재회했다. 이 투어는 이 밴드가 지금까지 해 온 최초의 경기장 투어 중 하나이자 가장 큰 투어였다. CSN은 1977년에 그들의 음반 《CSN》을 위해 재회했고, 이것은 이 3인조 그룹이 가장 많이 팔린 음반이 되었다. CSN과 CSNY는 1980년대까지 플래티넘 음반을 계속 보유했다.

## 음반 목록
- Super Session (with 마이크 블룸필드 and 알 쿠퍼)
- Stephen Stills
- Stephen Stills 2
- Manassas (with Manassas)
- Down the Road (with Manassas)
- Stills
- Illegal Stills
- Long May You Run (with 닐 영)
- Thoroughfare Gap
- Right by You
- Stills Alone
- Man Alive!
- Just Roll Tape
- Can't Get Enough  (with The Rides)
- Pierced Arrow  (with The Rides)
- Everybody Knows (with Judy Collins)